# 皇女

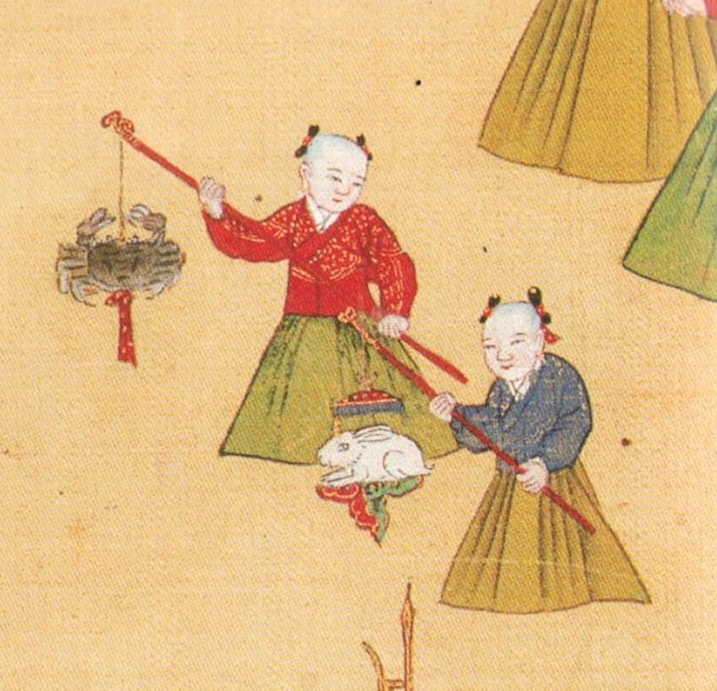
《明憲宗元宵行樂圖》中的小皇女

皇女、帝女、王女，是不同头衔的君主女儿的称谓。皇帝與天皇之女稱為皇女。国王的女儿，则称为王女。
皇女或王女，並非位號的一種，和公主、郡主等號不同，不需經過冊封，只要是皇帝、天皇、国王之女皆可稱為皇女和王女。

## 东亚

### 中國
在中國，皇女不論嫡庶皆封為公主，而早夭的皇女，则可能无法获得公主的称号，如西晉的哀獻皇女。中國史上僅新朝及北宋宋徽宗朝曾分別改皇女號為室主及帝姬。

### 日本
日本天皇之女，古稱姬。景行天皇以後有時稱皇女，並將旁系女性皇族封為女王，其中具蘇我氏血統者又稱姬王。奈良時代的淳仁天皇以後，嫡系皇子改封親王，嫡系皇女相呼應地改封內親王，旁系女性皇族仍封女王。光仁天皇開始，確立了內親王宣下的制度，在此之前，皇族出生後即依性別稱皇子、皇女，但自此以後內親王一號須由天皇敕封才能獲得。
平安時代初期，皇女普遍都能封為內親王，因此皇女、內親王之間幾乎無異。嵯峨天皇由於子女眾多，造成皇室財政的負擔，因此將部分皇女降為臣籍、賜姓源氏，如源潔姬，此後內親王宣下制正式的落實，不再浮濫並詳定了內親王的品級。平安時代中期後，諸多天皇在退位為上皇或法皇後仍有所出，其中宇多天皇退位後所生的三子，因年歲相差甚多，便以醍醐天皇之子的名義封為親王，往後形成上皇之女亦能封內親王的慣例。
平安時代後期，皇子大多在元服禮後才封親王，因此諸多皇女亦於成年後才行封位，也有部分皇女是在獲封為內親王之後才由天皇賜名，而在獲封前，皇女大多被稱做某宮、女某宮，原因不外乎以便節省皇室開銷，因內親王須領歲奉而皇女不需。
鎌倉時代，由鎌倉幕府掌權，皇室因而式微，大部分皇女無法獲得相襯的內親王之號，多降封為女王、降入臣籍賜姓源氏，更有甚者終身無任何封號，只能稱皇女。鎌倉時代後期，即便是女院所出的皇女，出家後也只能成為女王。
江戶時代的德川幕府，限制了皇族、公家的活動及財政，經濟窘迫的皇室中有許多皇女無法獲得內親王封位。
明治時代以後，皇室勢力及財政大振，皇女都能得到相襯的封位，除直系皇女為內親王外，旁系皇女即至五世以內皆可封為女王。而在新皇室典範頒布後，取消了對於女王受封世數的限制。

## 欧洲
欧洲君主的婚生女儿或姊妹、媳婦，以及姪女、孫女等（女性君主則再包括姨甥女，若王位是傳自父系則包括堂姊妹及堂兄弟之妻，若王位是傳自母系則包括母方的表姊妹及表兄弟之妻），一般会获得Princess的头衔，非婚生之女兒則不會得到Princess頭銜。中文翻譯時經常以該成員與君王之間的親疏關係而譯為为公主、郡主、王妃等不等。另外，往昔的法國皇室及現在的英國王室，有所謂長公主的封號，由在位君王敕封其嫡長女。
俄罗斯君主的女儿稱為皇女，一般在成年或結婚時會封為公主（Великая Княгиня），但常不準確的翻譯為女大公 。奧地利君主的女儿也稱為公主。在西班牙語和葡萄牙語裡，王女和需經冊封的女性爵位公主（Princesa）是不同的詞彙 ，西班牙王國和葡萄牙王國的王女稱為Infanta，而與英語Princess同源的西班牙及葡萄牙頭銜Princesa則是需經冊封的公主爵位。

## 中東
在鄂圖曼帝國，皇女的封爵為蘇丹。

## 私生女和非亲生子女
参见：皇子#私生子及非血亲子女。
在東亞，君主通常拥有庞大的妾室，拥有情婦并育有私生子女则是少见的情况。受贞操观念的影响，自西汉时代起，有过婚史的女性就被认为不宜接近皇帝，因此继子女亦是不常见的状况。汉景帝第二位皇后王氏入宫之前生有一女金俗，其子汉武帝登基后，母女才相认。韋珪在初唐成为秦王李世民的妾室。李世民登基后，韋珪获封贵妃。她与前夫李孝珉之女李氏获得了定襄县主的头衔。《新唐书》称其女为宗室女，回避了她是唐太宗继女的事实。同时，定襄县主仍归其父家族“渤海李氏”，而非李世民家族的“陇西李氏”，并未被视为李唐皇族。清兵入关之前，后金社会并不强求女性守贞，林丹汗两位遗孀囊囊太后、窦土门福晋改嫁皇太极后，各有抚养一位蒙古女（或是林丹汗之女）的记录。窦土门福晋所抚养的淑侪下嫁皇太极之弟多尔衮，同样未被视为后金皇族成员。
宫中姬侍所生之女的身份被承認，與正式妃嬪、妾室所生之女同為庶女，一般都會得到與庶女相當的封爵、待遇。有些皇帝會有養女，亦視為皇女。通常以宗室女为养女，收养于后宫之中，最为常见。自西汉以来，中国历代王朝多有此类政治举措。在政治联姻中，借用皇帝养女身份，将宗室女和亲贵之女，破格册封为公主，用以提高她们丈夫（驸马）的身份和待遇，“实现政治上笼络和控制的目的”:16。
在歐洲，私生子女、继子女亦不被承認為皇族成员，沒有皇位繼承權。但私生女与私生子一般可得到貴族頭銜，特别的情况下可继承王位。摩纳哥亲王路易二世无婚生子女，在法国政府压力下，摩纳哥承认其私生女夏洛特为王室成员，有权继承摩纳哥王位。夏洛特的孙子阿尔贝二世有两名公开承认的私生子女，但皆无王位继承权。反之，君主的婚生子女如被认为是私生子女，就会剥夺他们的继承权。如英格兰女王伊丽莎白一世曾因父母的婚姻被宣布无效，而失去继承权。